# Monestir de Sant Joan el Teòleg
El monestir de Sant Joan el Teòleg (també anomenat monestir de Sant Joan el Diví) és un monestir ortodox grec fundat el 1088 a Chora a l'illa de Patmos. Està inscrit en la llista del Patrimoni de la Humanitat de la UNESCO des del 1999.

## Galeria

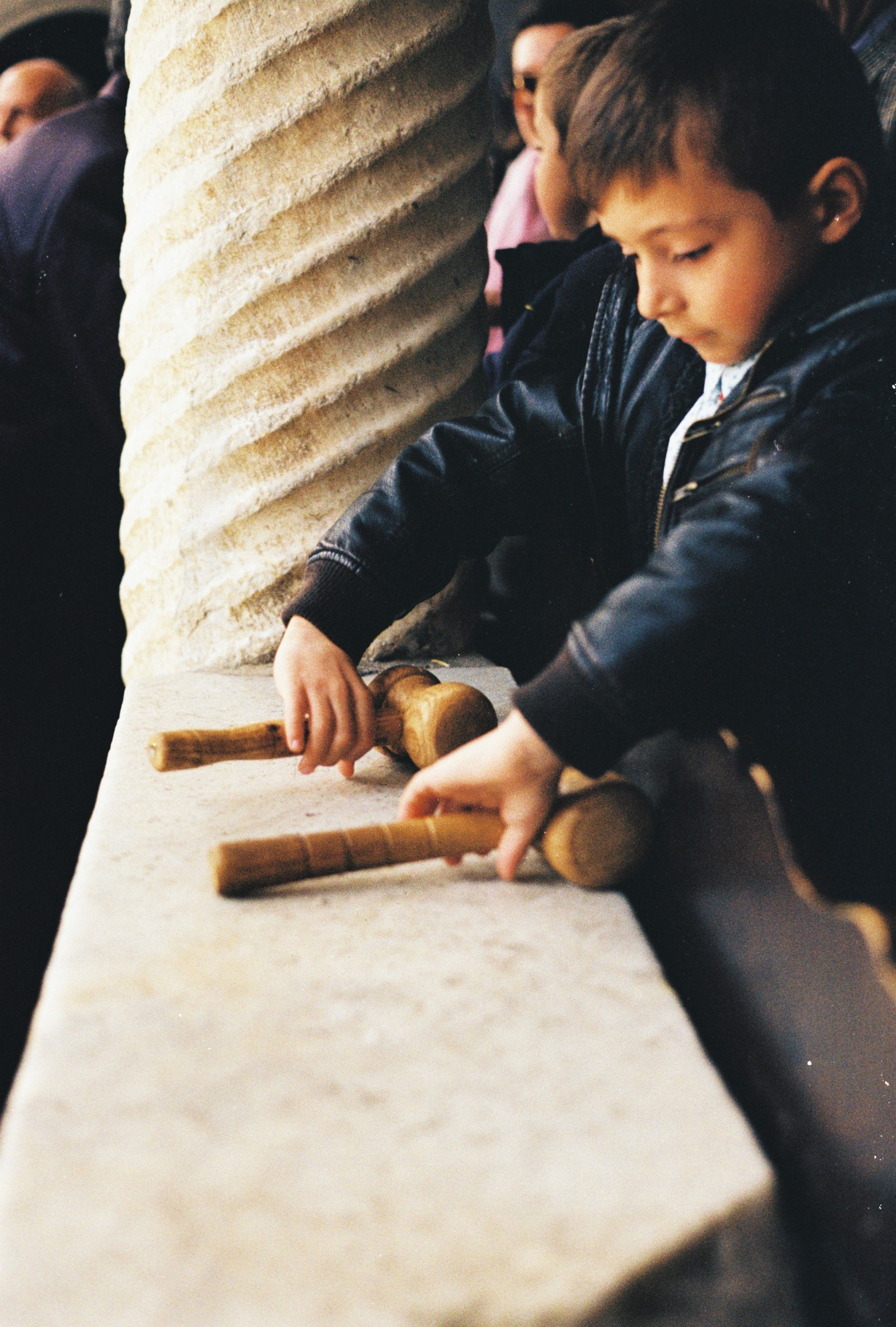
Boy at Monastery of Saint John, Patmos
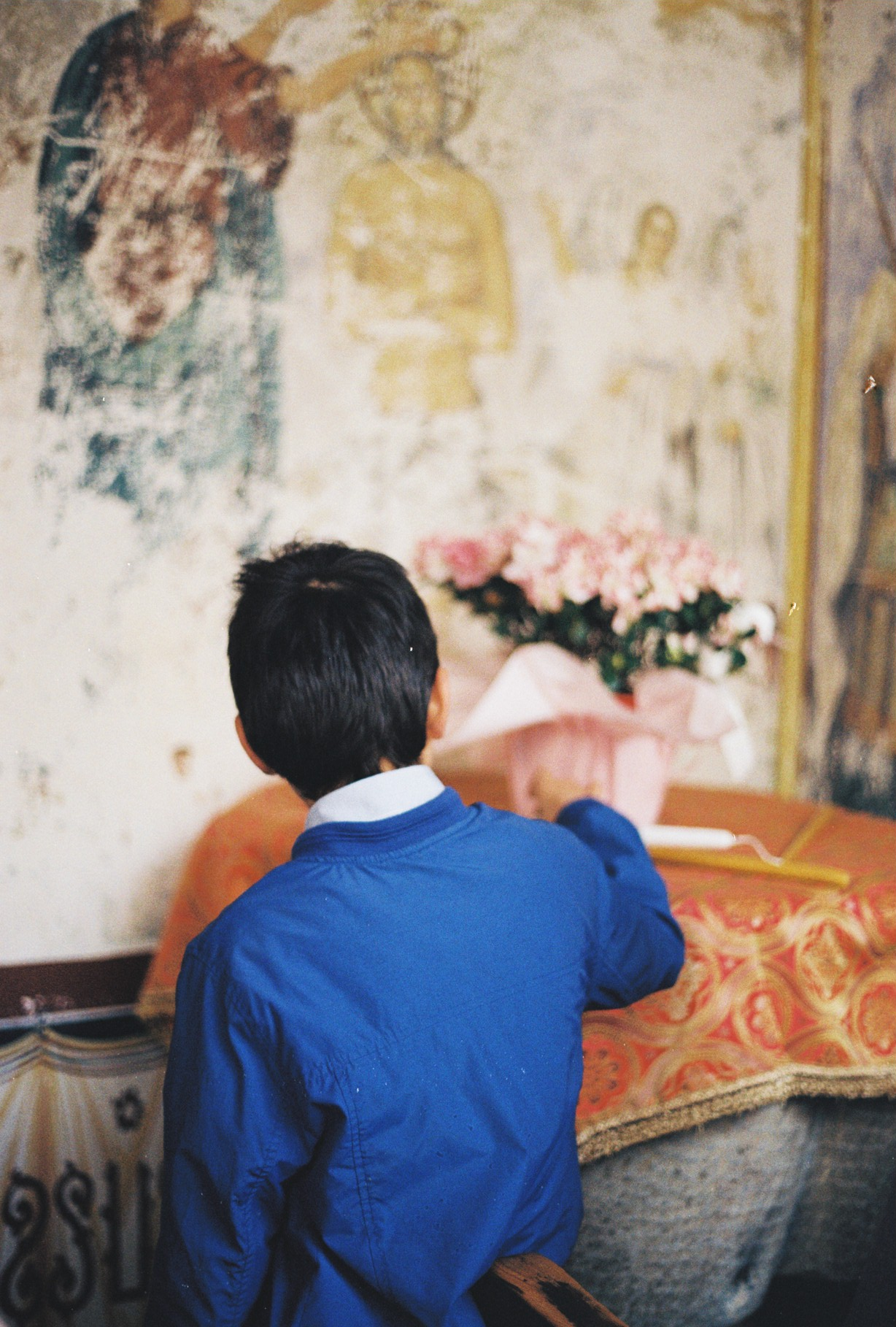
Boy in front of mural at Monastery of Saint John's
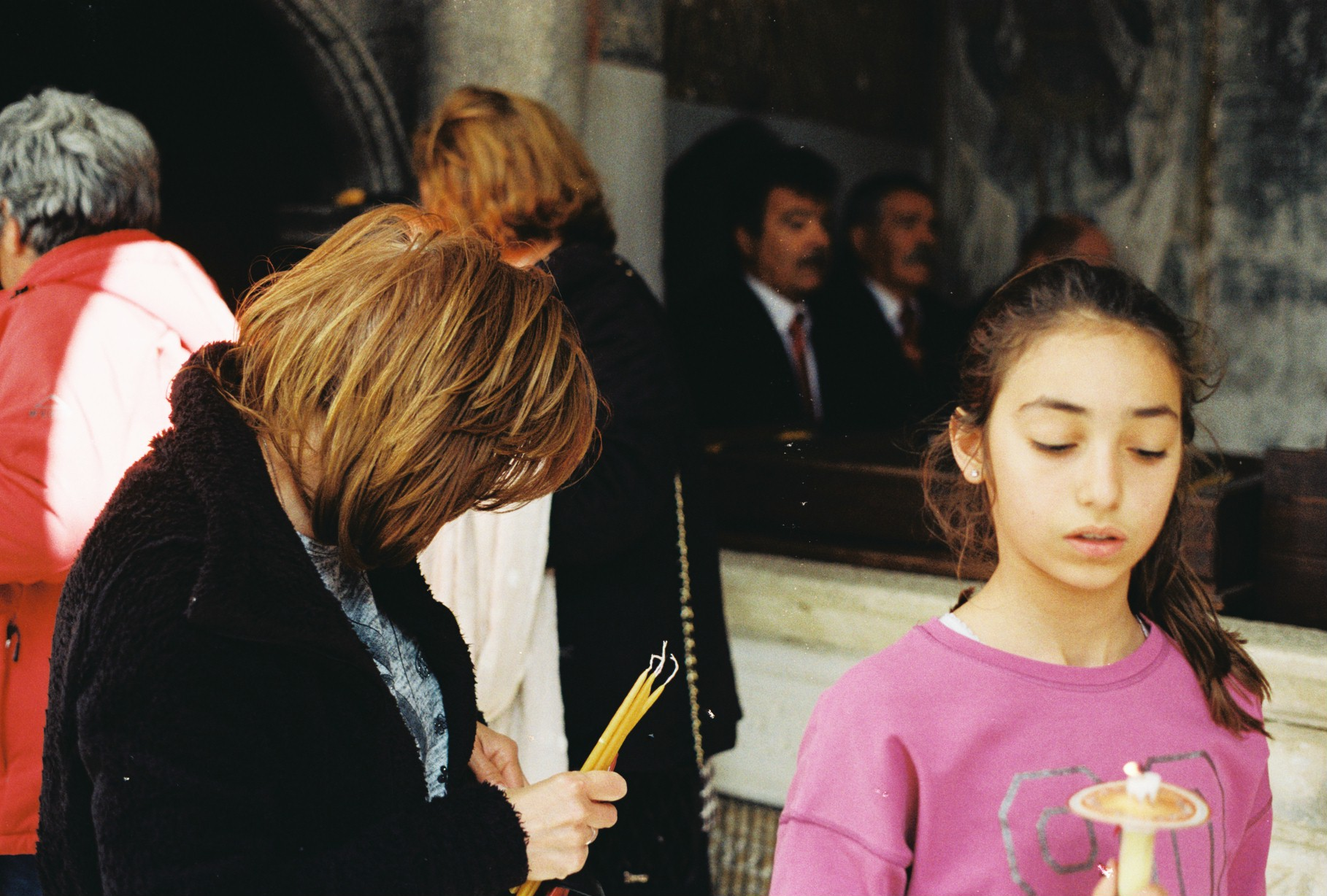
Girl and Woman at Monastery of Saint Johns, Patmos
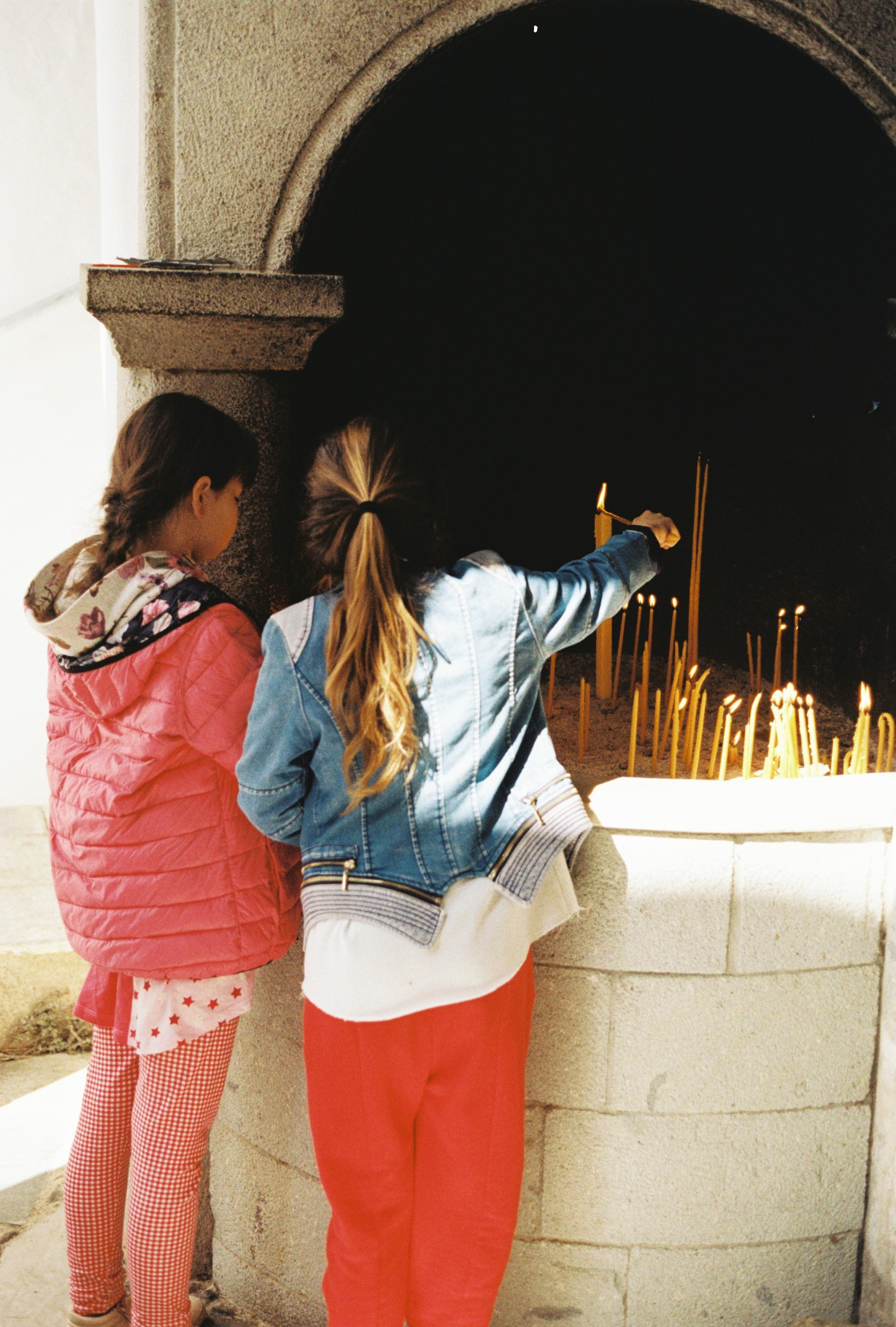
Girls lighting Candles at Monastery of Saint Johns
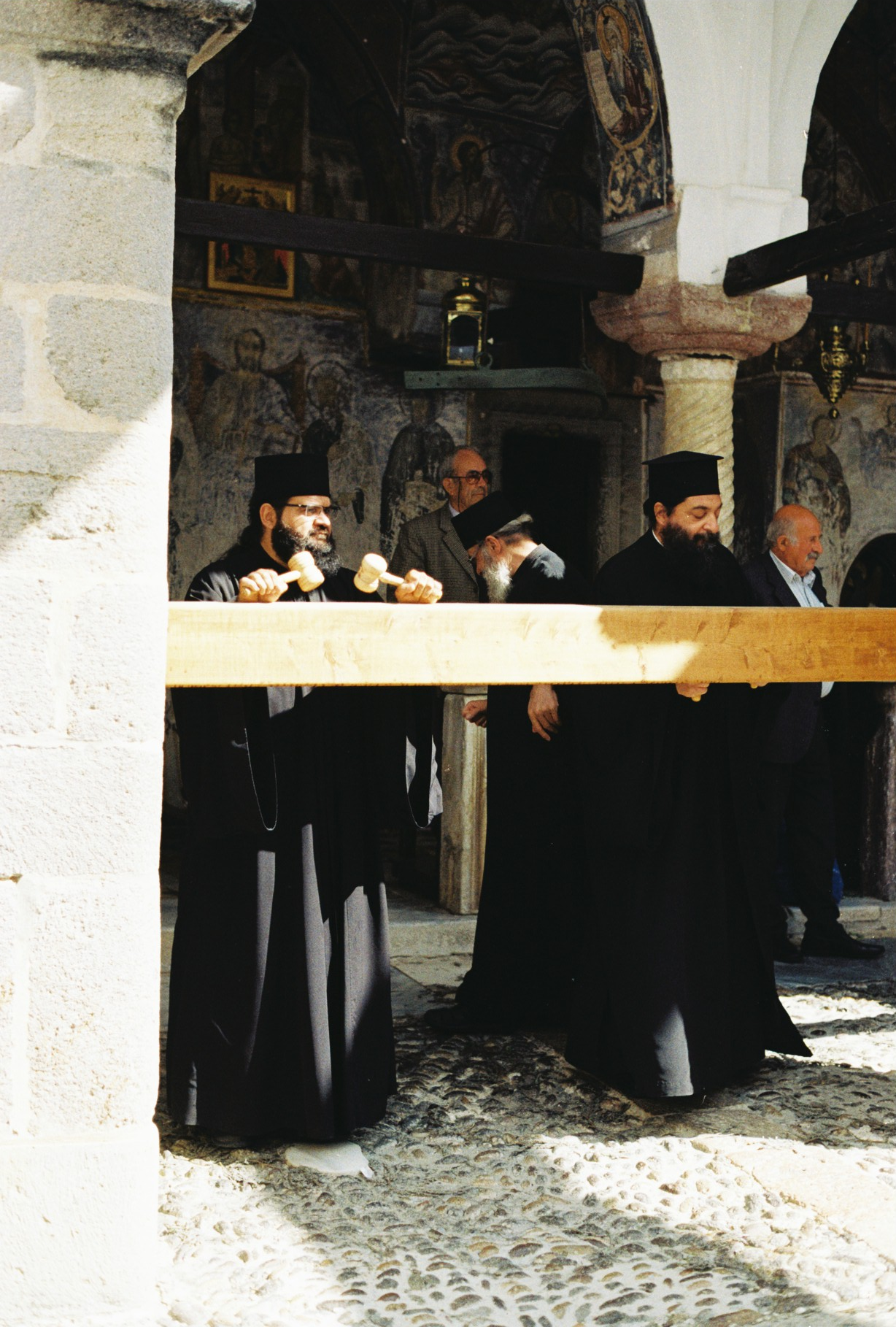
Greek orthodox Priests at Monastery of Saint John's
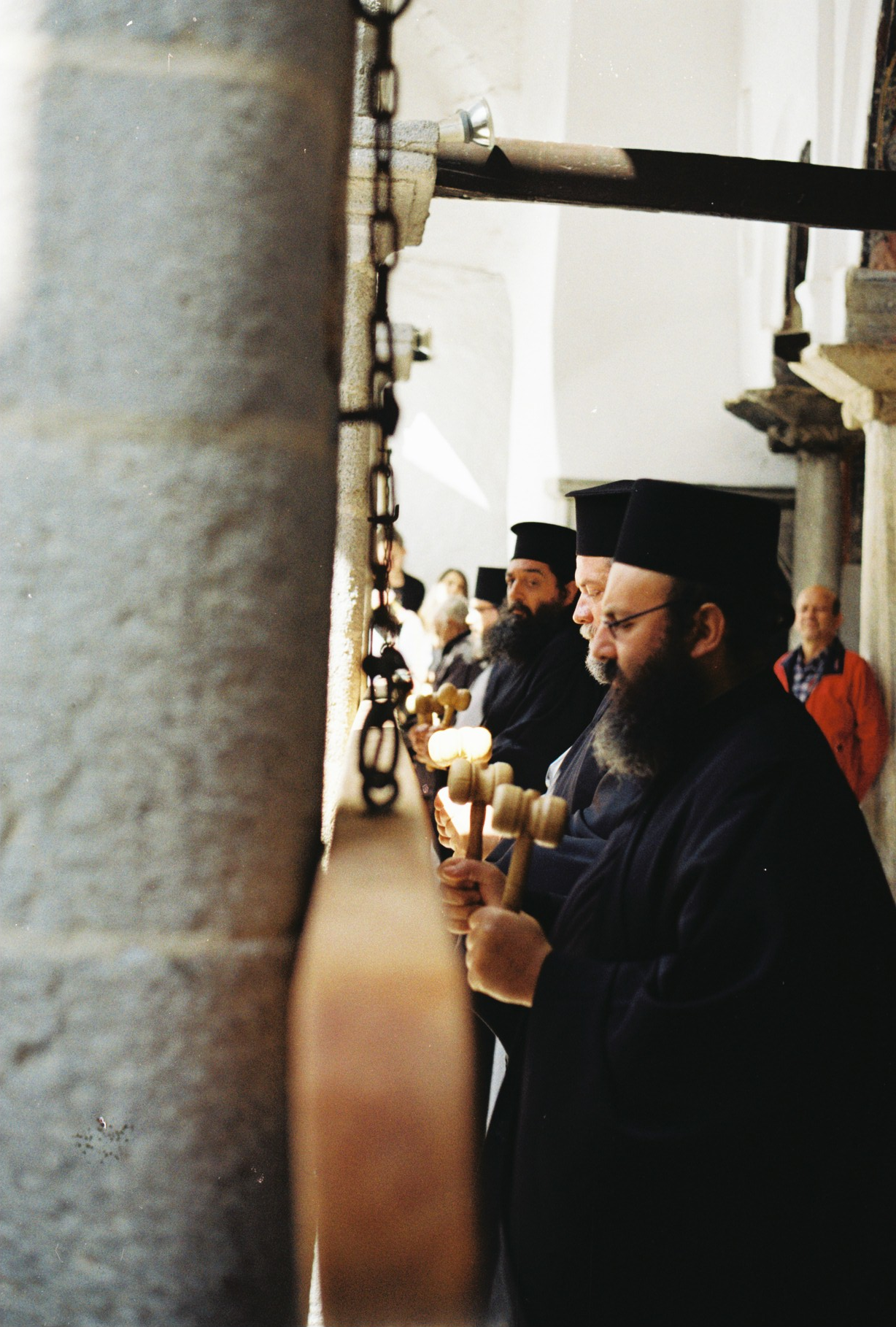
Greek orthodox Priests at Monastery of Saint John's
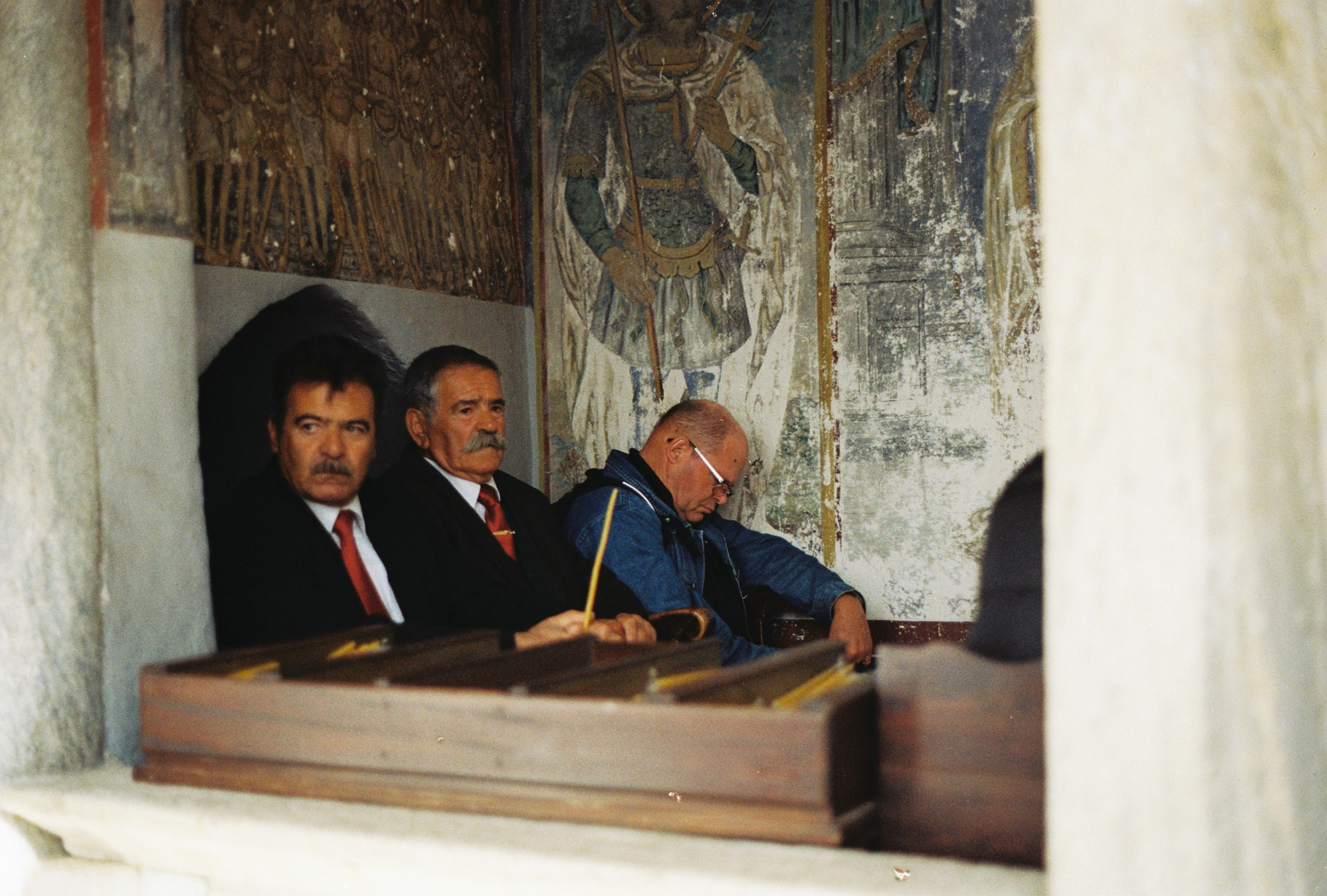
Men at Monastery of Saint John's during Easter Celebrations
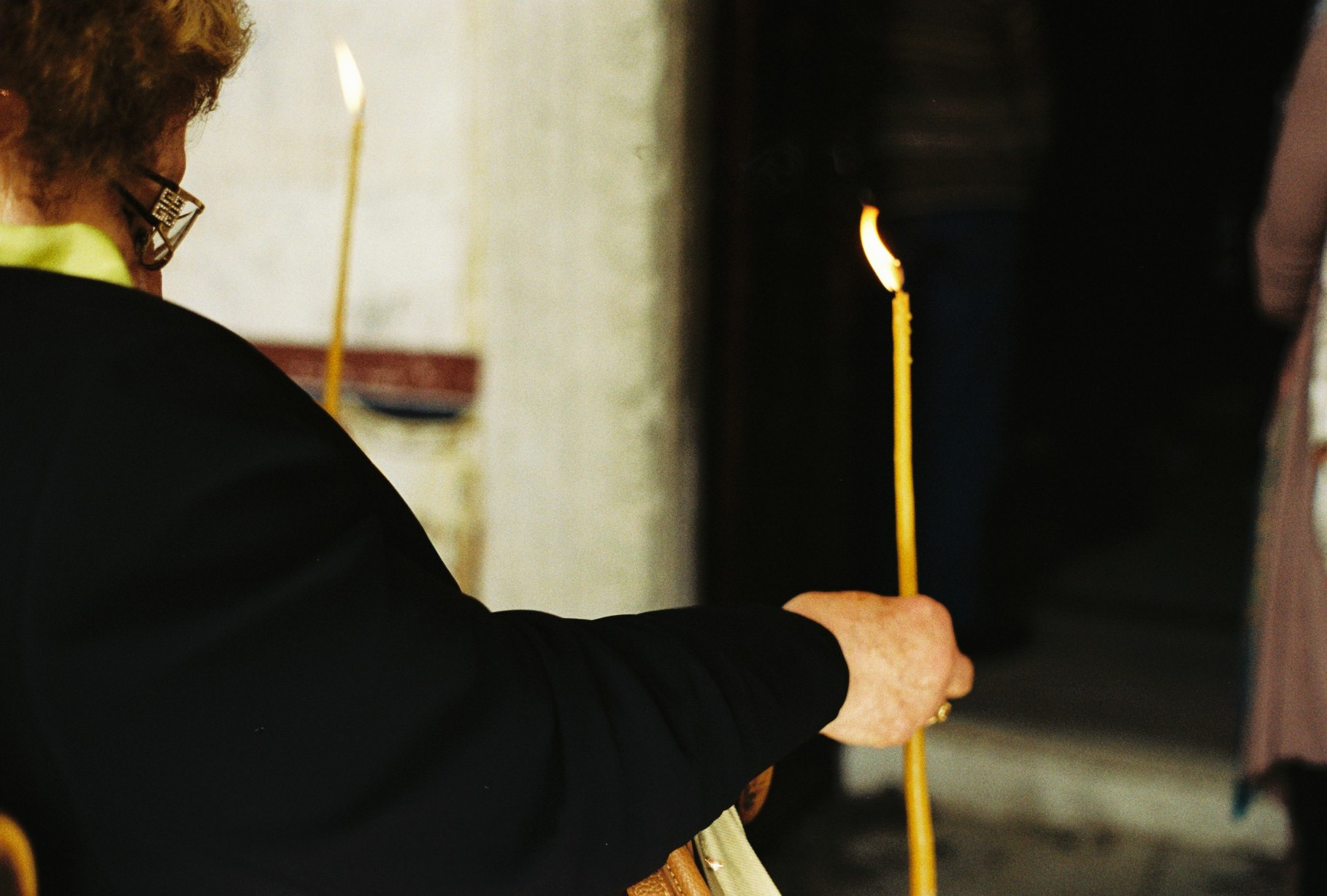
Woman with Candle at Monastery of Saint Johns during Easter Celebrations
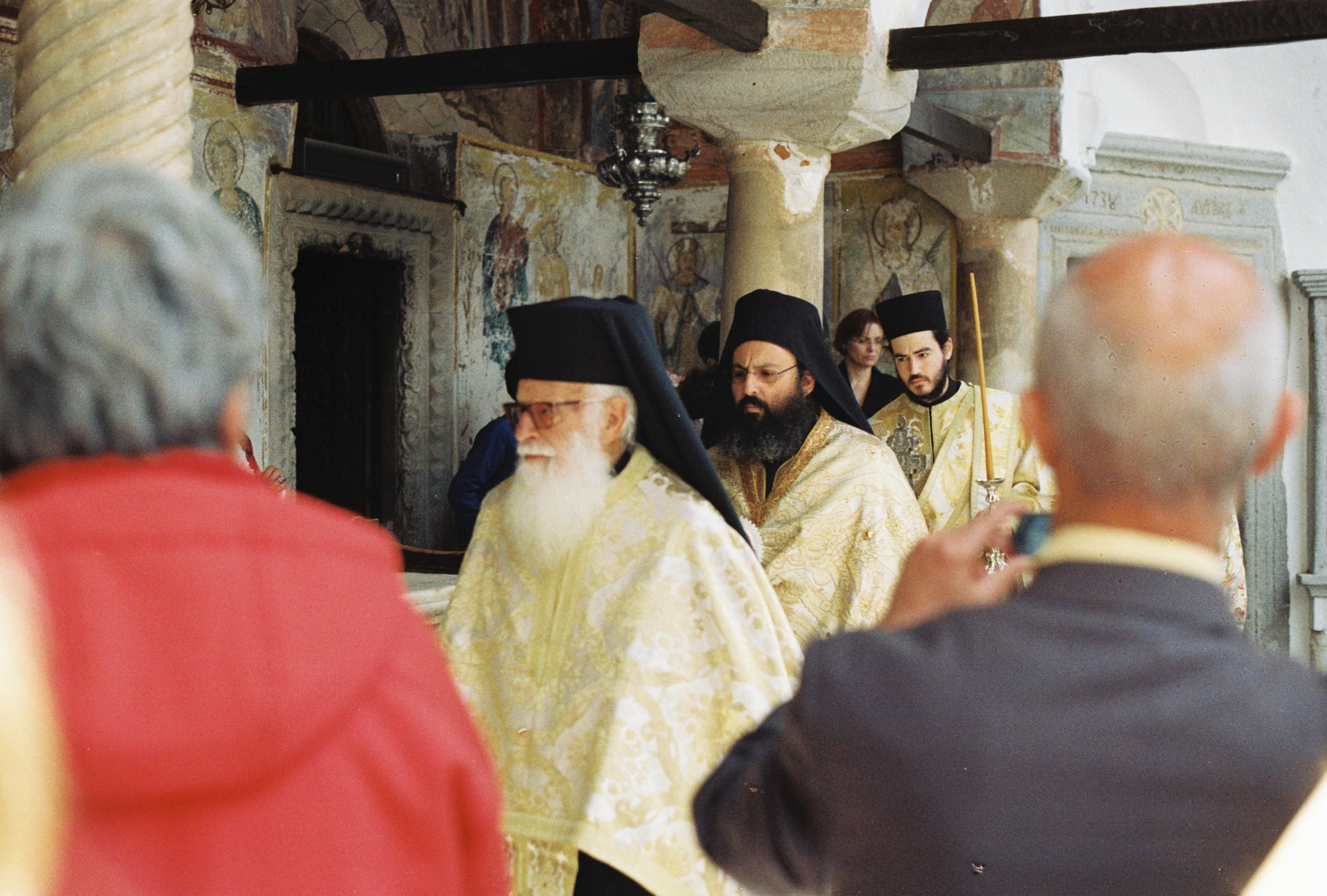
Orthodox Priests enter the Monastery of Saint Johns